# Leinstraße 33 (Hannover)

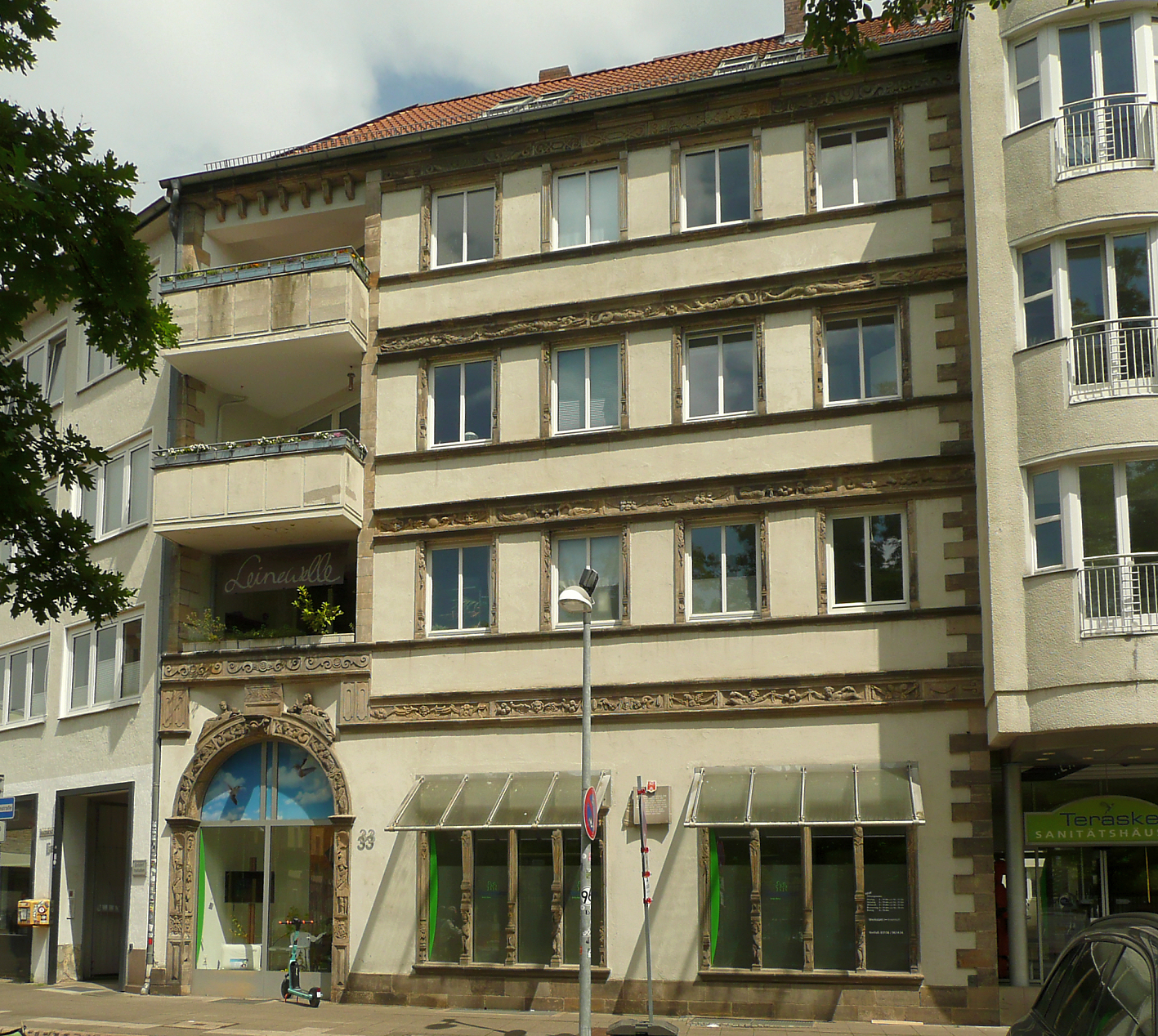
Leinstraße 33

Das Haus Leinstraße 33 in Hannover, auch Haus Nikolai genannt, ist ein Geschäftshaus der 1950er Jahre, das mit Resten eines hannoverschen Renaissance-Gebäudes gestaltet wurde. Zu der Bauplastik aus dem frühen 17. Jahrhundert zählen der historische Torbogen, die Friese zwischen den Geschossen und die als Fensterpfeiler verwendeten Hermen-Karyatiden des denkmalgeschützten Hauses.
Der vorangegangene Abbruch des historischen Vorgänger-Gebäudes und die zweimalige „Auferstehung“ durch Wiederverwendung seiner Teile sind ein „Zeugnis früher denkmalpflegerischer Bemühungen“ in der Geschichte der heutigen niedersächsischen Landeshauptstadt.

## Geschichte

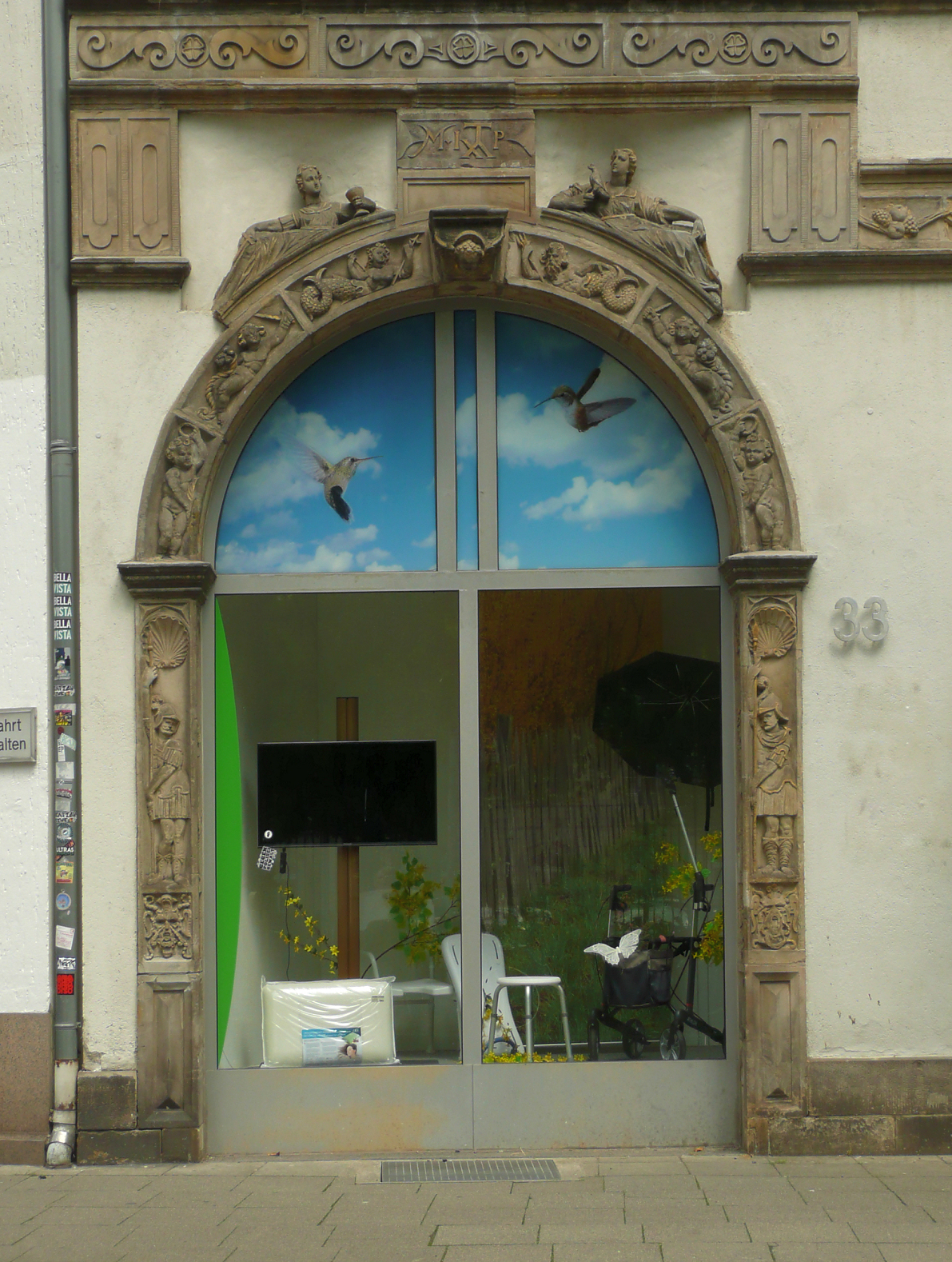
Toreinfahrt

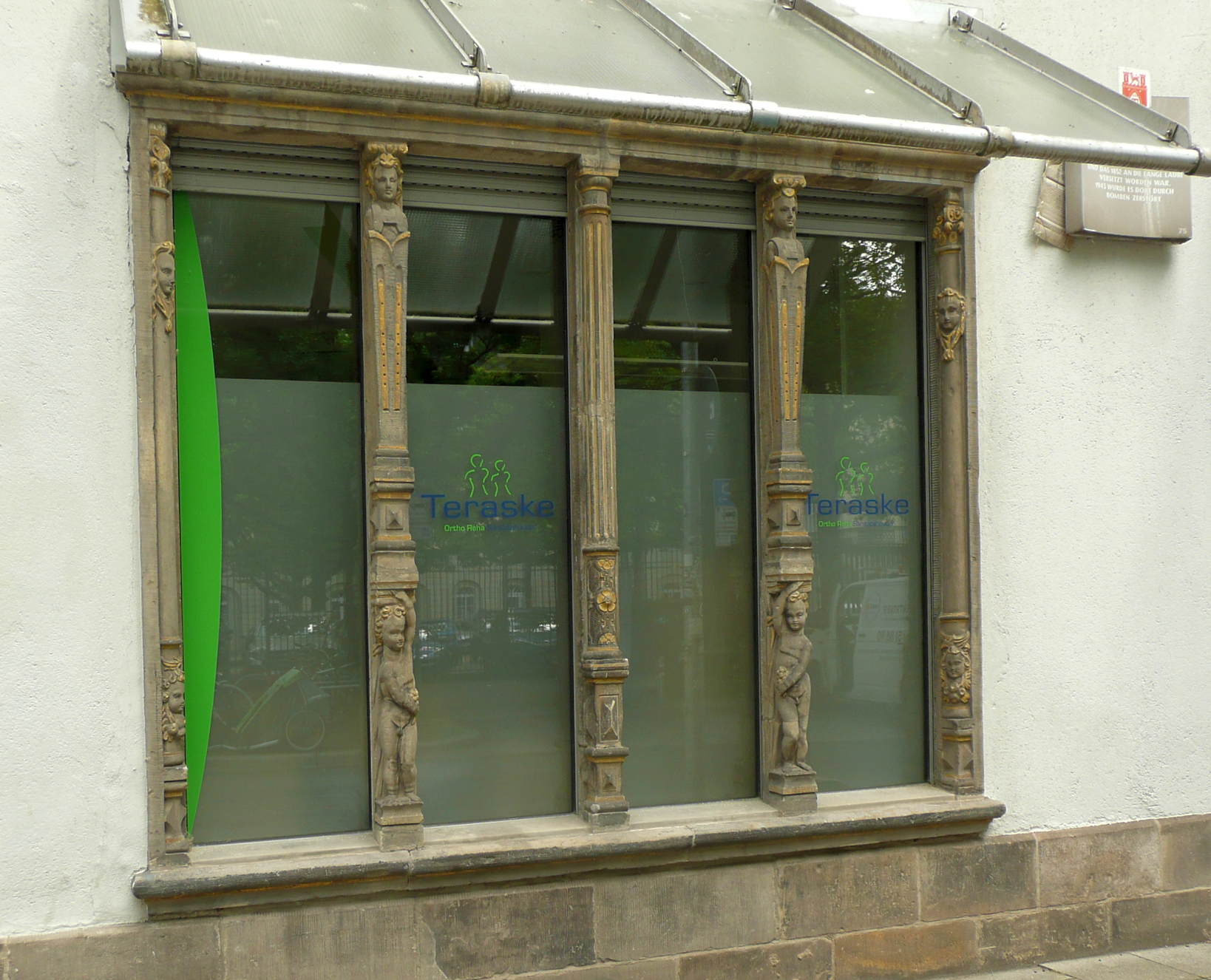
Fenster

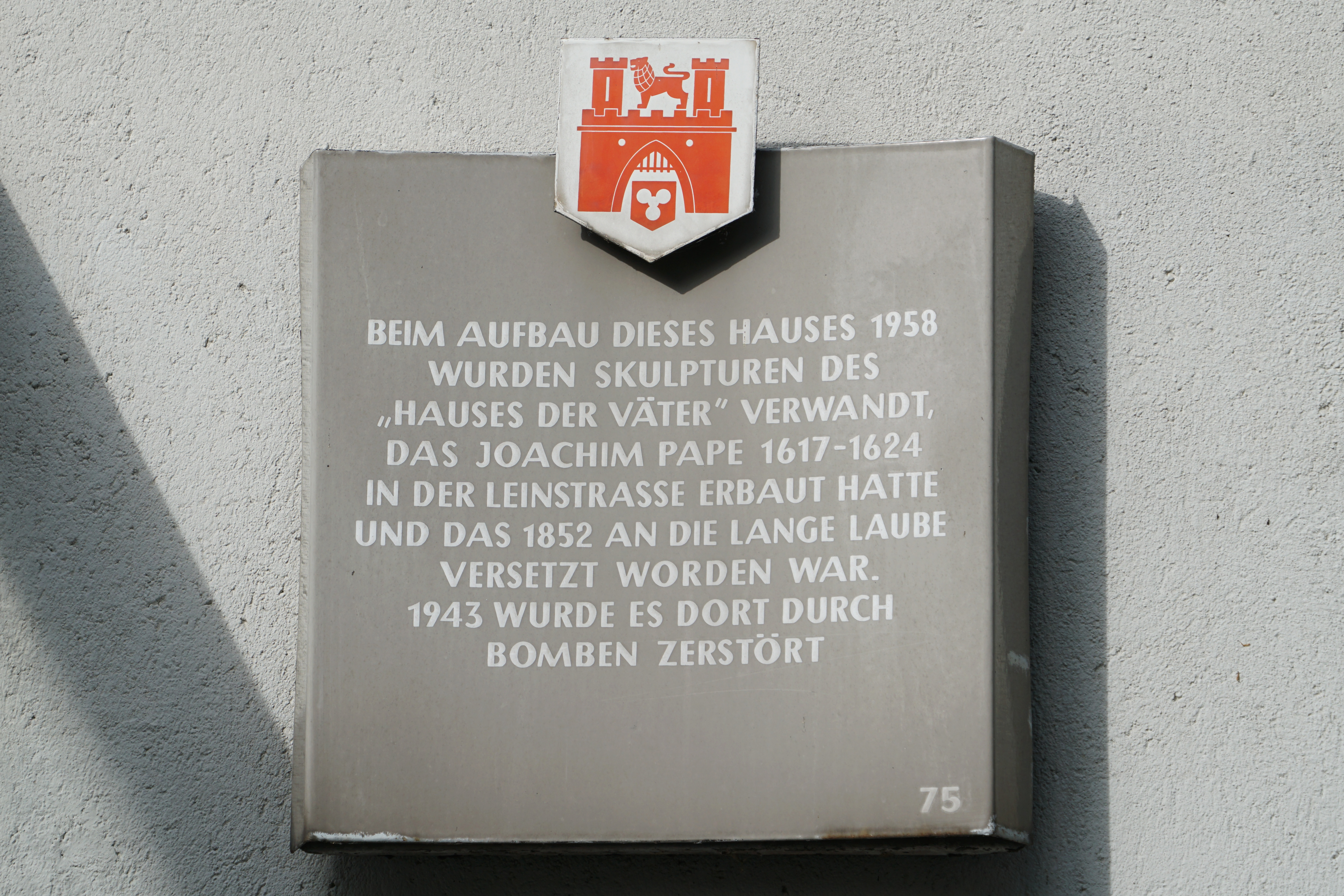
Stadttafel 57 an der Leinstraße 33 mit abweichendem Baujahr 1958

Das ursprüngliche Gebäude errichtete der Ratsmaurermeister und Steinmetz Joachim Pape während des Dreißigjährigen Krieges von 1622 bis 1624 für den hannoverschen Patrizier, „Ratsverwandten“ und Kammerherrn Ludolf von Anderten und dessen Schwiegersohn, den hannoverschen Bürgermeister Georg Türke. Dem vorangegangen war zunächst der Bau der Seitenflügel durch den 1619 verstorbenen Amtmann Dietrich von Anderten, der laut den Kalk- und Ziegelrechnungen der Stadt ab 1617 als Abnehmer der Kalkziegel auftrat. Am Hofflügel war später noch die Jahreszahl 1619 abzulesen.
Erster Standort dieses Bürgerhauses war die Leinstraße im Schnittpunkt der heutigen Karmarschstraße nahe der ehemaligen Mühlenstraße beziehungsweise an der Ecke der damals nach der Klickmühle benannten Clickmohlenstrate.
Zur Zeit des Kurfürstentums Braunschweig-Lüneburg während der Personalunion zwischen Großbritannien und Hannover erwarb „die Krone“, die in England regierende Familie der Welfen, im Jahr 1801 das von Pape gestaltete Gebäude sowie einige Nachbarhäuser bis zum Schlossopernhaus, um das Leineschloss freizulegen und anschließend zu erweitern.
Jahrzehnte später, Hannover war unterdessen zur Residenzstadt des Königreichs Hannover geworden, rief der Schriftsteller Wilhelm Blumenhagen mit seinem 1839 veröffentlichten Aufsatz Ein Haus der Väter zum Schutz des alten Renaissancegebäudes auf. Der Aufsatztitel ging in der Folge als Name auf das Gebäude über, das gelegentlich auch als Blumenhagens Zauberburg bezeichnet wurde. Die Fassade des Hauses hielt der königlich hannoversche Oberhofbaudirektor Laves als Aufrisszeichnung fest.
1852 wurde das Haus in der Leinstraße behutsam abgebaut. Seine aus Sandstein errichtete Fassade mit dem reich geschmückten Staffelgiebel und weitere figürliche und ornamentale Reliefs verwendete der Architekt Wilhelm Mithoff im selben Jahr für den Neubau eines Wohnhauses für den königlichen Hofmaler Carl Oesterley. Für das nun unter der Adresse Lange Laube 3 errichteten Neubau nutzt Mithoff zudem einen Erker aus dem Haus Schmiedestraße 29 sowie andere historische Bauteile, darunter die alte Holzausstattung der Marktkirche.
Über das Hauptportal wurde die ursprünglich an anderer Stelle angebrachte Meisterinschrift mit dem Monogramm M. I. P. (= Meister Iohann Pape) mit der zwischen die Initialen geschobenen Hausmarke gesetzt. Die an der Langen Laube teils neu zusammengestellte Fassade zeigte auf der Brüstung des Obergeschosses durch puttengeschmückte Lisenen aufgeteilte Felder mit vier symbolischen Reliefs für Luft, Wasser, Erde und Feuer sowie dem Wappen der Familie v. Anderten-Bessel.
Oesterleys Haus an der Langen Laube wurde später zu der Gaststätte Haus der Väter umfunktioniert. Sie wurde während der Luftangriffe auf Hannover 1943 zum großen Teil durch Fliegerbomben zerstört.
In der Nachkriegszeit wurden erhaltene Fassadenteile des Hauses der Väter in das 1957 errichtete Geschäftsgebäude in der Leinstraße 33 transloziert. Seinen Namen als Haus Nicolai erhielt es, weil es als Nachfolgerin des im Zweiten Weltkrieg zerstörten Stammhauses der C. Nicolai Sanitätshäuser und Werkstätten GmbH diente, die bis zur Schließung des Unternehmens im Jahr 2004 hier ihren Sitz hatte.